# Жуковський (аеропорт)
Аеропорт Раменське або Аеропорт Жуковський (IATA: ZIA, ICAO: UUBW) — міжнародний аеропорт, колишнє експериментальне (випробувальне) летовище ЛДІ ім. Громова. Розташований між містами Жуковський та Раменське Московської області, за 3 км на південний захід від залізничної платформи 42 км.
Летовище «Раменське» позакласне, здатне приймати будь-які типи повітряних суден без обмеження злітної маси. Основна злітно-посадкова смуга 12/30 аеродрому є найдовшою не лише в Росії, але і в Європі (5 402 м). Розміри робочої частини ЗПС 12/30 складають 4600×70 м. ЗПС 08/26 закрита на реконструкцію (використовується для рулювання та стоянок). Радіопозивні летовища — «Гордий».
На летовищі базуються ФГУАП МНС РФ, ТОВ Авіаційна компанія «Авіастар-Ту», ЗАТ «Авіаційна компанія „АЛРОСА-АВІА“», ТОВ «Авіакомпанія імені Гризодубової В. С.», філія ВАТ «Іл», ЖЛІіДБ ВАТ «Туполєва», ЛІіДБ ВАТ «Сухого» та інші авіавиробники, а також авіація МВС РФ та Федеральна служба безпеки Росії.
Крім випробувальних польотів, летовище використовується цивільною авіацією як вантажний міжнародний аеропорт, також на летовищі по непарних роках проходить МАКС («МАКС»), а починаючи з 2010 року і далі по парних роках проводиться Міжнародний форум «Технології в машинобудуванні».
У 1980-х летовище використовувалося для відправки екземплярів космічного корабля «Буран» на космодром Байконур на спеціальному літаку-транспортувальнику ВМ-Т.
Неофіційні (розмовні) назви летовища: Жуковський, аеродром ЛДІ . У 2007 році адміністрація міста Жуковський виступала з ініціативою перейменувати летовище у «Жуковський», однак це починання не увінчалося успіхом.
У західних історичних та географічних джерелах позначається як Zhukovsky, Ramenskoye, Podmoskovnoye, Podmoskovye.

## Авіалінії та напрямки
| Авіакомпанія         | Пункт призначення |
| -------------------- | --- |
| Air Manas            | Бішкек |
| Avia Traffic Company | Ош |
| Belavia              | Мінськ |
| IrAero               | Анапа, Караганда, Кокшетау, Кизил, Петропавловськ Сезонний: Сочі                                                                                            |
| MyWay Airlines       | Тбілісі |
| Pegas Fly            | Фучжоу, Цзінань, Хайкоу, Гуаньчжоу, Сіань, Наньнін |
| Somon Air            | Душанбе, Худжанд, Куляб |
| Ural Airlines        | Алмати, Душанбе, Мінськ, Худжанд, Ош, Прага, Рим-Ф'юмічіно, Шимкент, Тбілісі, Тель-Авів-Бен-Гуріон Сезонний: Бішкек, Карші, Куляб, Нукус, Сімферополь, Сочі |
| UVT Aero             | Казань |